# 제19회 서울국제대안영상예술페스티벌
제19회 서울국제대안영상예술페스티벌은 2019년 8월 15일에 열린 시상식이다.

## 수상 및 후보

### 최우수 한국구애상
- 경계없는 벽 - 강네네 수상

### 최우수 글로컬구애상
- 까마귀들 - 크리스틴 휘르젤르 수상

### 관객구애상
- 디어 앨리펀트 - 이창민 수상

### 가상의정치
- 마르하마-헬로 - 에밀리오 마르티 로페즈
- 차카 - 잭 로린스
- 미국의 마법사 - 발비나 브루슈엡스카
- 납스-투명인간의 비망록 - 타미 리베르만
- 메이크/리얼 - 비르질 비트리히
- 유용한 모든 것 - 핌 즈비어
- Postbabel - 황윤정
- 애프터 I 이미지 - 그레이슨 쿡
- 간섭 - 전준혁
- 순환하는 밤 - 백종관
- 신여성 - 리타 츠

### 한국신작전
- 키들랏타히믹의 밤부카메라 - 배윤호
- 콜드 랜즈 - 이라체 프레스네다
- 낮게 빠르게 - 임정수
- 궤적(櫃迹) - 목하, 세계진문(目下, 世界珍門) - 정무진 외 2명
- 잠재적 응시 5 - 조승호
- 멸종 - 프셰메크 벵그즌
- 입장이 없는 관점 - 세미콘덕터
- 쉽게 쓰인 자막 혹은 사랑 시 - 레슬리 앤 카오

### 글로컬 구애전
- 한국인을 관두는 법 - 안건형
- 나의 정원 - 원태웅
- 야광 - 임철민
- 아파트: 도시의 욕망 삶 - 김시연 외 1명
- 검은 집 - 전수현
- 비잉휴먼 - 손채영 외 1명
- 핑크페미 - 남아름
- 높은 마음 - 고경수
- 디어 앨리펀트 - 이창민
- 낮과 밤 - 김무영
- On The Boundary - 반박지은
- 유언 - 김성은 외 1명
- 아남네시스 - 이민하
- 샤인 힐 - 이윤이
- 을지 네이티브 - 김찬민
- 물의 도시 - 박소현
- 룸 - 홍석진
- Das Ding The thing - 정현석
- Love Letter - 박정연
- 파편들 - 은고
- 모스크바 닭도리탕 - 오재형
- 파슬리 소녀 - 노영미
- 르 모 - 백미영
- 책상과 의자 - 가수연
- 빛 빛에 관하여 - 김윤희 외 1명
- 다리의 감정 - 신이피
- 프놈펜에서 온 편지 - 서원태
- 버섯의 건축 - 박선민
- 하모니 디렉토리 - 전지인
- 경계없는 벽 - 강네네

### 글로컬 구애전 X
- 이야기 - 클라우디오 페린
- 열정의 문제만은 아닌 - 요한나 레클린
- 노아 - 기욤 세프
- 테타 - 알렉산드라 히달고
- 광산: 나 나의 것 - 에밀리오 모레노
- 지배자들의 계곡 - 예핌 그라보이
- 우리 위에 하늘 - 아서 클라인얀
- 선스톤 - 루이스 헨더슨
- 끝나지 않는 비디오를 그만 보는 법 - 얀 마르티넥
- 더 스트로커 - 필비 타칼라
- 제자리 - 파라드 칼란타리
- 셀피 - 클라루디루스 겐티네타
- 진퇴양난 - 라퀠 살바텔라 드 프라다
- 아나크론테 - 라울 콜러 외 1명
- 아워스 오브 글라스 - 미치엘 반 바켈
- 삶의 나약함 - 시몬 C. 니끼유
- 만화경 - 에드워드 란커스
- 아득한 회귀선 - 마첼로 코스타
- 오르타 - 필라 팔로메로
- 까마귀들 - 크리스틴 휘르젤르
- 고바다스 - 엘리나 오이카리

### 20주년 특별전: 2000-2020 한국 대안영상예술 어디까지 왔나
- 욕창 - 심혜정
- 꽃과 거짓말 - 심혜정
- 카니발 - 심혜정 외 1명
- 동백꽃이 피면 - 심혜정
- 아라비아인과 낙타 - 심혜정
- 학자의 산 - 물병자리 시대
- MOL - 헬렌 니만
- 내 방에 온 걸 환영해 - 마리아 메인이르드
- 바깥은 존재한다 - 한느 닐슨 외 1명
- 아이 엠 걸 - 뷘케 마이뵐
- 노 오존 - 킴 메이다히르

### 테마 섹션
- 침묵에 대한 의문 - 마를렌 고리스
- 안토니아스 라인 - 마를렌 고리스
- 댈러웨이 부인 - 마를렌 고리스
- 소용돌이 속에서 - 마를렌 고리스

### 뒷산의 괴물: 같이 사는 것에 대하여
- 노래하는 여자, 노래하지 않는 여자 - 아녜스 바르다
- 바이올렌틀리 해피 - 파올라 칼보
- 저항하는 파라다이스 - 바버라 해머
- 파도 위의 여성들 - 다이애나 휘튼
- 페미니스트 창당 도전기 - 리브 베이스베리
- 캘린더 - 아톰 에고이안
- 거리측정 - 모나 하툼
- 검은 악어 - 장나리
- 당신의 젠더는? - 티무 마키
- 바뀌지 않을 것이다 - 서진

### 영유아를 위한 대안영상예술기획전
- 난민 - 에두아르도 헤르난데즈
- 경계선 - 아사프 마츠니스
- 홈 애프터 워 - 가야트리 파라메스와란
- - 22.7 °C - 얀 쿠넹
- 단 하루의 여행 - 강지영
- 리퀴드 노스탤지어5 - 티파니 리
- 나인 VR: 날 만나러 와요 - 최민혁